# پاتریک کرانشاو
پاتریک کرانشاو (انگلیسی: Patrick Cranshaw; ۱۷ ژوئن ۱۹۱۹ – ۲۸ دسامبر ۲۰۰۵) هنرپیشه اهل ایالات متحده آمریکا بود.

## گزیده فیلمشناسی
از فیلم‌ها یا برنامه‌های تلویزیونی که وی در آن نقش داشته‌است می‌توان به آثار زیر اشاره کرد.
- مرد شفاف شگفت‌انگیز (۱۹۶۰)
- بانی و کلاید (فیلم) (۱۹۶۷)
- گروه کلوپ بی‌کسان گروهبان فلفل (فیلم) (۱۹۷۸)
- وکیل هادساکر (۱۹۹۴)
- همه می‌گویند دوستت دارم (۱۹۹۶)
- چیزی برای از دست دادن نیست (۱۹۹۷)
- ایر باد ۴ (۲۰۰۲)
- مدرسه قدیمی (۲۰۰۳)
- ایر باد ۵ (۲۰۰۳)
- دختر رئیس من (۲۰۰۳)
- هربی پرواز می‌کند (۲۰۰۵)